# Acrodon
Acrodon – rodzaj roślin z rodziny pryszczyrnicowatych (Aizoaceae). Obejmuje 8 gatunków występujących w Afryce południowej w południowo-zachodniej części państwa przylądkowego. Rośliny te uprawiane są jako ozdobne.

## Systematyka
Pozycja według APweb (aktualizowany system APG III z 2009)
Przedstawiciel rodziny pryszczyrnicowatych (Aizoaceae) należącej do rzędu goździkowców (Caryophyllales) reprezentującego dwuliścienne właściwe.
Wykaz gatunków
- Acrodon bellidiflorus (L.) N.E.Br.
- Acrodon deminutus Klak
- Acrodon duplessiae (Bolus) Glen
- Acrodon leptophyllus (Bolus) Glen
- Acrodon parvifolius du Plessis
- Acrodon purpureostylus (L.Bolus) Burgoyne
- Acrodon quarcicola H.E.K.Hartmann
- Acrodon subulatus (Haw.) N.E.Br.